# Dispareunija
Dispareunija je vrsta bola koji nastaje tokom polnog odnosa, ili neposredno nakon njega u području polnih organa žene ili ređe kod muškarca. Spada u vodeći uzrok polne disfunkcije kod žena, a može biti uzrokovana bolestima pojedinih organa ili što je najčešće, psihičkim poremećajima.
Bol se može javljati povremeno ili biti trajan. Ako je bol u genitalijama prisutan od prvog polnog odnosa, takav oblik dispareunija označava se kao primarna, a ako se javlja u kasnijem periodu života označava se kao sekundarna (ili stečena) dispareunija.
Lečenje je vrlo složeno i zavisi od uzročnika. Ako je poznat organski uzorak bolesti, lečenje je etiološko (leči se stanje ili bolest koje je uzrokovalo dispareuniju), dok je u većine ostalih slučajeva lečenje vrlo složeno i dugotrajno. U lečenju je vrlo značajan interdisciplinarni pristup bolesniku, od strane tima lekara — ginekologa, psihijatra i urologa.

## Epidemiologija
Teško je proceniti tačnu incidencu dispareunije, pošto većina slučajeva nije prijavljena. U skandinavskoj studiji zasnovanoj na upitniku iz 2003. godine, od 3.017 žena starosti od 20 do 60 godina koje su učestvovale u programu skrininga, 9,3% je prijavilo produženu dispareuniju: 13% žena starosti 20-29 godina i 6,5% žena u dobi od 50-60 godina.
Jedna slična studija zasnovana na populaciji, od 200 brazilskih žena u starosnoj dobi 40-65 godina, sa jedanaest godina ili više formalnog obrazovanja, utvrdila je prevalencu dispareunije od 39,5%.

## Etiopatogeneza
Dispareunija je vodeći uzrok polne disfunkcije kod žena. Uključuje različite nivoe boli - od osećaja neugodnosti u vagini, do jakog bola prilikom prolaska penisa. Bol se može javljati povremeno ili može biti trajno prisutan. Ako je bol prisutan od prvog polnog odnosa govorimo o primarnoj, a ako se javlja kasnije tokom života o sekundarnoj (ili stečenoj) dispareuniji.
Uzroci dispareunije mogu biti telesni i psihološki:

### Telesni
Kao telesni uzroci mogu se javiti razna akutna i hronična oboljenja i stanja genitalnih organa, od kojih su, kod žena, najčešća:
- upale vestibularnih žlezdi (koje omogućavaju vlaženje vagine),
- neke vaginalne infekcije (trihomonijaza),
- ožiljci posle zasecanja međice (radi lakšeg porođaja),
- postklimakterično istanjivanje vaginalnog zida,[12]
- otvoreni himen, koji se pri svakom koitusu ponovo povređuje,
- ranice (ulceracije) na ušću materice i
- nedovoljna lubrikacija (vlaženje vagine).

I kod muškaraca su organski uzročnici vezani za genitalne organe, pa dispaureniju mogu izazvati: 
- uretritis (upala mokraćnog kanala),
- razne anomalije na penisu (kao što je fimoza),
- zapaljenje glansa penisa zbog loše higijene i druge zapaljenske bolesti polnih i mokraćnih organa, * oštećenja sluznice kontracepcionim sredstvima (kondom, dijafragma, spermicidne kreme, intrauterini ulošci, spirale).

### Psihološki
Kao psihološki uzroci dispareunije (psihogena dispareunija — MKB.F52.6) navode se: grubost partnera u toku polnog odnosa, ili nezainteresovanost što uzrokuje nedovoljnu stimulaciju i predigru i posledično utiče na smanjeno izlučivanje sluzi.

## Klinička slika
U kliničkoj slici dominira negativno dejstvo bolnog koitusa, koje se ogleda u tome što on često uzrokuje druge seksualne poremećaje, kao što su frigidnost i vaginizam kod žena, ili impotenciju i prerana ejakulacija kod muškaraca.
Dispareunija u toku seksualnog odnosa, ima široku simptomatologiju, koja se karakteriše:
- osećajem pečenja u vagini, ili u predelu glansa penisa, pa sve do bolova koji zahvataju skoro ceo genitalni aparat (klitorisnu regiju i unutrašnje polne organe kod žene, ili ceo penis i testise kod muškaraca)
- u težim slučajevima (isključivo kod žena) javlja, pored bola, i mučnina s izrazitim nagonom za povraćanjem.
- proređivanja, pa i prestanka seksualnih odnosa, jer je bol, najčešće, toliko jak, da poništava zadovoljstvo koje bi partneri u seksualnim odnosima trebalo da imaju.

## Terapija
Terapija je kompleksna, i često je multidisciplinarna, predložena od strane ginekologa, psihijatra i urologa. Kod poznatog organskog uzroka bolesti, lečenje je etiološko (leči se stanje ili bolest koja je uzrokovala dispareuniju), dok je u većine ostalih slučajeva lečenje vrlo složeno i dugotrajno.
Bol može da smanji primena neke anestetičke masti, ili sedeće kupke. Bol i mišićna stezanja mogu se spriečiti primenom veće količine nekog maziva (lubrikanta) pre snošaja. Prednost se daje mazivima na osnovu vode pred želeom s vazelinom ili mazivima na temelju ulja, budući da mogu osušiti vaginu i oštetiti kontraceptivna sredstva od lateksa, kao što su prezervativi i dijafragme. Dužom predigrom može se povećati lučenje vaginalnog sekreta.
Ženama u menopauzi može pomoći lokalna primena estrogenske kreme ili tableta estrogena na usta kako bi se povećalo podmazivanje vagine i deluje u obrnutom smislu na stanjivanje zida vagine. 
Upala i infekcija vagine leče se odgovarajućim lekovima. Ako je stidnica natečena i bolna može pomoći vlažni obloga aluminijum acetata. 
Operacija može biti potrebna da se ukloni ciste ili apsces, otvori čvrsti himen ili popravi anatomska nenormalnost. Nekim ženama pomaže pesar, sredstvo koje se stavlja u vaginu da podrži matericu. 
Dijafragmu koja loše prianja treba zameniti dijafragmom drugog tipa, vrste ili veličine ili treba pokušati drugu metodu sprečavanja začeća. U retkim slučajevima potrebna sredstva protiv bolova ili sedativi za umirenje.
Kod psihološki nastale dispareunije primenjuje se bihevioralnom analizom otkrivanje situacije u seksualnom ponašanju u kojima su, traumatskim uslovljavanjem, nastali strahovi - uzročnici bola. Zatim se te situacije tretiraju jednom od standardnih bihevioralnih metoda, najčešće sistematskom desenzitizacijom, kojom se strahovi gradirani na skali od slabijih ka jačim postepeno kontrauslovljavaju dražima i situacijama s pozitivnim seksualnim predznakom. 
Ovakvim pristupom strahovi se gube, a tim se redukuje napetost genitalnih mišića i bol koju ta napetost, pri seksualnom odnosu, izaziva. Uz navedeni program ide, bez obzira na  raznovrsnost strahova, i preporuka   partnerima da maksimalno produže predigru, jer se njome dodatno postiže neophodna opuštenost. 
Kako, ponekada, i sam koitalni položaj može potencirati bol (zbog individualnih specifičnosti u građi genitalija), savetuje se njegova promena. Zuzimanjem određenih položaja prilikom snošaja, npr. onog koji ne dopušta dublje prodiranje ili onog kad je žena gore što joj daje mogućnost veće kontrole pri prodiranju uda, može se kupirati bol.
Naravno, celi tretman je individualno prilagođen, i kreće se po, unapred definisanim fazama, s kućnim vežbama, uz redovne konsultacije sa terapeutom. 
Lečenje će, ipak, dati pozitivne rezultate, samo ako partneri imaju dovoljno strpljenja, dobru volju i, pre svega, pozitivna osećanja jedan prema drugom.

## Posledice
Dispareunija, ako se na vreme ne leči, može imati negativne posledice, kako na partnerske odnose, tako i na individualni doživljaj seksualnosti.
U skandinavskoj studiji koja je ranije pomenuta, od žena koje su ikada imale prolongiranu i ozbiljnu dispareuniju, 
- samo 28% se konsultovalo sa lekarom o svojim simptomima.
- 20% je izlečeno posle terapije.
- 31% se spontano oporavilo.[7]

## Literatura
- Tekst je jednim delom preuzet, uz odobrenje za objavljivanje na Vikipediji, sa stranice Dispareunija, objavljene na sajtu http://www.stetoskop.info/

## Spoljašnje veze
|  | Molimo Vas, obratite pažnju na važno upozorenje u vezi sa temama iz oblasti medicine (zdravlja). |